# Simon Popp
Simon Popp (* 1. August 1990 in Aichach) ist ein deutscher Schlagzeuger und Komponist.

## Leben und Wirken
Popp begann im Alter von neun Jahren Schlagzeug zu spielen. Nach dem Abitur studierte er Jazz-Schlagzeug an der Hochschule für Musik und Theater München und schloss das Studium 2015 mit dem Bachelor of Music und 2017 mit dem Master of Music ab. Von 2007 bis 2014 war er Mitglied der Band Hello Gravity, mit der er drei Alben veröffentlichte und mehrfach auf Tour ging.
Zusammen mit Martin Brugger, Paul Brändle, Matthias Lindermayr und Sebastian Wolfgruber gründete Popp das Jazzquintett Fazer, mit dem er bei den Leipziger Jazztagen, bei Bingen swingt, Jazz à Vienne oder dem Südtirol Jazzfestival Alto Adige auftrat und vier Alben veröffentlichte.
Unter eigenem Namen veröffentlichte Popp das Soloalbum Laya (2019), welches international positiv besprochen wurde. Es folgten die Soloalben Devi (2021) und Blizz (2022). Weitere eigene Projekte von ihm sind das Duo 9ms mit Flo König, das Duo Poeji mit Enji, das Trio Runden mit Carlos Cipa und Martin Brugger sowie Polygonia, Popp mit Lindsey Wang. Auch nahm er Duos mit Martin Brugger, Sebastian Wolfgruber, mit Enji und mit Marja Burchard auf.
Popp arbeitet als Sideman live und im Studio mit unterschiedlichen Künstlern aus verschiedensten Stilrichtungen zusammen, u. a. Roosevelt, Carlos Cipa, Svetlana Marinchenko Trio, Angela Avetisyan Quartet, Mynth, Bex Burch, Miriam Hanika, Mori Dioubaté, Gianni Brezzo, Till Martin oder Matthias Lindermayr (Triptych). 2016 gründete er zusammen mit dem Schlagzeuger Flo König die Trommelschule München.
2022 komponierte Popp das Werk Odds in Favor für Holzbläserquintett, Block Bells und Reverberator, das er mit dem Dandelion Quintett am 2. Februar 2023 im Rahmen der Konzertreihe „Feet Become Ears Vol. 1“ uraufführte und das 2024 auf dem Album Windspiel des Quintetts bei col legno erschien. Er verfasste zudem mehrere Theater- und Filmmusiken.

## Preise und Auszeichnungen
Mit dem Quintett Fazer war er 2017 Finalist beim Burghauser Jazznachwuchswettbewerb; im selben Jahr erhielt er mit dieser Band mit dem Musikstipendium der Landeshauptstadt München. 2023 wurde er mit dem Förderpreis Musik der Landeshauptstadt München ausgezeichnet. In der Kategorie „Schlagzeug/Perkussion“ war er für den Deutschen Jazzpreis 2025 nominiert.

## Diskographische Hinweise
- Poeji: Nant (Squama 2024, mit Enji)
- Polygonia, Popp: Candid (Squama 2023, mit Lindsey Wang)
- 9ms: II  (Squama 2022, mit Flo König)
- Blizz (Squama 2022)
- Fazer: Plex (City Slang 2022, mit Paul Brändle, Matthias Lindermayr, Martin Brugger, Sebastian Wolfgruber)
- Devi (Squama 2021)
- Runden: Runden (Squama 2020, mit Martin Brugger, Carlos Cipa)
- Fazer Drums: Sound Measures Part I-V + Zenker Brothers Rework (Squama 2020, mit Sebastian Wolfgruber)
- Laya (Squama 2019)
- Fazer: Nadi (Squama 2019, mit Paul Brändle, Matthias Lindermayr, Martin Brugger, Sebastian Wolfgruber)